# أولاد زيد (أحلاف)
أولاد زيد هي إحدى مشيخات المملكة المغربية، تتبع جغرافيا لإقليم بنسليمان وإداريًا لأحلاف. يقدر عدد سكانها بـ 23806 نسمة حسب الإحصاء الرسمي للسكان والسكنى لسنة 2004.